# هارولد روبسون
هارولد روبسون (بالإنجليزية: Harold Robson)‏ (1897 بغيتسهيد في المملكة المتحدة - ) هو لاعب كرة قدم بريطاني (وحمل سابقاً جنسية المملكة المتحدة لبريطانيا العظمى وأيرلندا) في مركز الدفاع. لعب مع ستوك سيتي ونادي ساوثبورت.